# Manifestet 2000 ord
Manifestet 2000 ord er én af de vigtigste tekster fra Foråret i Prag, som man kalder demokratiseringsbølgen i Tjekkoslovakiet i 1968. Teksten bar egentlig overskriften To tusinde ord, som er rettet til arbejdere, bønder, embedsmænd, kunstnere og alle andre. Manifestet blev forfattet af Ludvík Vaculík og offentliggjort i tidsskriftet Literární listy ("Litterære blade") og aviserne Práce ("Arbejde"), Mladá Fronta ("Den forenede front") og Zemědělské noviny ("Landbrugsavisen") i juni 1968. Det er et vidnesbyrd om befrielsen af offentligheden, og det blev underskrevet af 70 intellektuelle fra forskellige dele af det kulturelle og politiske liv.

## Indhold
Manifestet kritiserede ikke kun den rolle, som Tjekkoslovakiets kommunistiske parti indtog under den løbende proces i "Pragforåret", men krævede en ubetinget videreførelse af reformpolitikken rettet mod de konservative kræfter i ind- og udland, og rettede en generel, heftig kritik mod "socialismens fejltagelser". Ledelsen af det kommunistiske parti afviste dokumentet som en mistillidserklæring mod deres politik. Derimod hilste befolkningen og især den indtil da ret passive arbejderstand manifestet med et "begejstret ekko". Generelt fremkaldte de 2000 ord... en radikalisering af både de konservative og de reformvenlige kræfter, mens landets ledelse under Dubček blev nødsaget til at bevæge sig på en knivsæg mellem de to sider.

## Manifestets krav
I manifestet findes indbygget følgende krav:
- fri meningsytring
- støtte til den progressive fjøj af kommunistpartiet
- skabelse af lokale aktionsprogrammer i distrikter og helt lokalt med model i Dubčeks store aktionsprogram
- en "bedre" centralkomité
- bedre fabriksledelser og bedre repræsentation af fagbønder
- bedre præstationer på distrikts- og lokalt niveau:
  - fjernelse af personer, der har misbrugt deres stilling
  - indpustning af nyt liv i den Nationale Front (paraplyorganisation for alle tilladte partier)
  - åbne møder i nationalkomitéen
  - oprettelse af borgerkomitéer og komissioner
  - fornyelse af dagblade
  - dannelse af komitéer til forsvar for den frie meningsytring
  - selvstændigt personel til ordenshåndhævelse og bevogtning
  - støtte til politiets forfølgelse af virkelige forbrydere
  - undgåelse af uenighed mellem naboer
  - undgåelse af drikkeri ved politiske lejligheder
  - afsløring af stikkere
- overvejelse af føderalisering

## Note
1. ↑  Eleonora Schneider: Prager Frühling, S. 108

## Eksterne links
- Dva tisíce slov – den tjekkiske originaltekst på Wikisource